# Utwory wybrane 1987–1997
Utwory wybrane 1987–1997 – album kompilacyjny zespołu Bielizna, wydany w 1997 roku nakładem wydawnictwa Sonic Records.

## Lista utworów
Źródło:.
1. „Sens życia” – 2:33
2. „Mariola idzie na dysk” – 4:04
3. „Pani Jola” – 3:25
4. „Kość” – 2:29
5. „Władek przechodzi w piąty wymiar” – 3:57
6. „Miłość w Jugosławii” – 4:43
7. „Ja, szara mysz” – 3:56
8. „Maria ma mały biust” – 3:57
9. „Przeganianie wołów do Norymbergi” – 2:52
10. „Borsuk” – 7:46
11. „Romantyczność” – 2:19
12. „Wyjdź za mnie” – 2:27
13. „R.P.A.” – 4:48
14. „Samotność szpiega” – 1:24
15. „Terrorystyczne bojówki” – 2:00
16. „W imieniu prawa” – 2:27
17. „Kołysanka dla narzeczonej tapicera” – 2:28
18. „Taniec lekkich goryli” – 2:22
19. „Dwóch wchodzi a jeden wychodzi” – 2:06
20. „Prywatne życie kasjerki P.K.P.” – 3:40
21. „Stefan” – 5:25